# Bionicle Adventures
Bionicle Adventures är den andra serien böcker som utspelar sig i Bionicle-världen. Serien föregicks av Bionicle Chronicles och följdes av Bionicle Legends. Böckerna i serien består huvudsakligen av återberättade minnen av vad som skett, så innehållet är kronologiskt tidigare än båda de andra bokserierna.
Till serien hör tio volymer, ett antal guider, nummer 16-27 av serietidningen Bionicle, två filmer som släpptes direkt på dvd: Bionicle 2: Legends of Metru Nui och Bionicle 3: Web of Shadows, ett antal animationer som återfinns på Bionicles hemsida samt tv-spelet Bionicle: Maze of Shadows.

## Volymer
1. (2004) Mystery of Metru Nui
Turaga Vakama börjar att berätta för Toa Nuva och alla Matoran på ön Mata Nui varifrån de kom. Han berättar om ön Metru Nui och hur han och hans följeslagare blev Toa Metru. Toa Metru består av Toa Vakama, Toa Nokama, Toa Matau, Toa Onewa, Toa Whenua och Toa Nuju. De var till en början ganska oerfarna men efter en tid lärde de sig att bemästra sina maskkrafter. Deras uppdrag var att besegra den enorma monsterplantan Morbuzakh som hotade staden.
2. (2004) Trial by Fire
För att få kraft att besegra Morbuzakhen måste Toa Metru finna sex kraftfulla Kanokaskivor. Dessa skivor är svåra att hitta, och våra hjältar måste ta hjälp av Matoranerna Nuhrii, Orkahm, Vhisola, Ahkmou, Tehutti och Ehrye. Matoranen Ahkmou sviker dock teamet då han ofrvilligt jobbar för mörkerjägarna Nidhiki och Krekka.
Toa Metru måste dela på sig för att kunna hitta de sex Kanoka-skivorna, och de söker i sina egna hemstäder, så kallade Metru. Skivora hittas och efter en slutsats dragen av Vhisola (Morbuzakhen måste leva i värme, så dess huvudrot måste befinna sig i masugnen i Ta-Metru), hittar de den onda växten och besegrar den.
3. (2004) The Darkness Below
Nu är Morbuzakh besegrad och Toa metru måste laga en Protodermis-läcka i Metru Nuis tunnlar. Där nere lurar en formskiftande Rahi vid namn Krahka.
4. (2004) Legends of Metro Nui
5. (2004) Voyage of Fear
6. (2004) Maze of Shadows
7. (2005) Web of the Visorak
8. (2005) Challenge of the Hordika
9. Web of Shadows
Toa Metru återvänder till Metru Nui för att hämta de andra Matoran. Men nu ser de att hela ön är täckt av en massa gröna spindelnät. Då vet de genast att de är Visorak. Men de tas till fånga av Visorak-ledaren Sidorak och hans ståthållare Roodaka.
När de vaknar upp igen sitter de fast i kokonger. Men plötsligt förvandlas de till monster, halvt Toa halvt Rahi. Nu är de Toa Hordika och faller från kokongerna ner till döden på flera hundra meters höjd. De blir räddade av Rahaga, som också har blivit infekterada av Visorakgift. Rahaga berättar om sig själva och att de har varit Toa Hagah och vakter åt Brotherhood of Makuta innan de blev infekterade av Roodakas Rhotuka-hjul. Vakama tror inte på detta och beger sig ut för att ta hand om sig själv. Om de inte hittar Keetongu kommer de att bli Toa Hordika för alltid. Vakama beger sig till Roodaka. Och han bildar en allians med Sidorak och Roodaka. Vakama blir nu den nya ledaren för Visorak. Men han måste bevisa att han är trovärdig, genom att kidnappa Rahaga.
Samtidigt söker de andra Toa Hordika och Rahaga efter Keetongu. Till slut hittar de honom i en grotta i Ko-Metru. Keetongu är den mäktigaste rahi någonsin och har en rhotuka som kan rensa bort Visorakgiftet. Efter att de återvänt till Ga-Metru-templet kidnappar Vakama alla Rahaga och för dem till Sidorak och Roodaka. Efter detta kommer Toa Hordika till Coliseumet. Vakama säger åt alla Visorak att anfalla dem. Och så börjar striden. Roodaka flyr. Keetongu möter sedan Sidorak, vilket Sidorak blir dödad. Matau försöker få Vakama på deras sida igen, en strid mellan de båda börjar men Vakma blir sedan god. Vakama och Matau gör upp en plan hur att stoppa Roodaka.
Roodaka anländer en med en gigantisk Visorak, Kagharak. Toa Hordika ger upp. Roodaka måste ha alla krafter för att befria Makuta, men en fattas och det är Matau. Vakama har hon redan. Plötsligt kommer Vakama med Matau, Men då ångrar Vakama och säger att Roodaka måste ge sig. Vakama har blivit god. Roodaka försöker att få Visorak att anfalla dem, men det är Vakama som är ledaren över dem nu. Tillsammans besegrar de Roodaka, men Makuta-stenen som Roodaka hade har krossats. Så nu är Makuta fri, det var dåliga nyheter men Roodaka var nu död. Makuta tog med sig Roodaka till Brotherhood of Makuta, Roodaka tjänade både Makuta och The Shadowed One under kriget.
Boken slutar med att Rahaga och Keetongu ger sig av från Metru Nui. Toa Metru återvänder med alla Matoran med ett Airship tillbaka till Mata Nui.
10. Time Trap
Boken utspelar sig efter att Toa Metru återvänt till Mata Nui med alla matoran. Vakama vill tillbaka till Metru Nui, men denna gång för att försöka hitta Kanohi Vahi - Mask of Time.

## Guider
- Bionicle: Metru Nui City Guide
- Bionicle: Rahi Beasts
- the Bionicle Encyclopedia
- Bionicle: Dark Hunters Guide
- Bionicle Atlas